# Sylvia-Yvonne Kaufmann

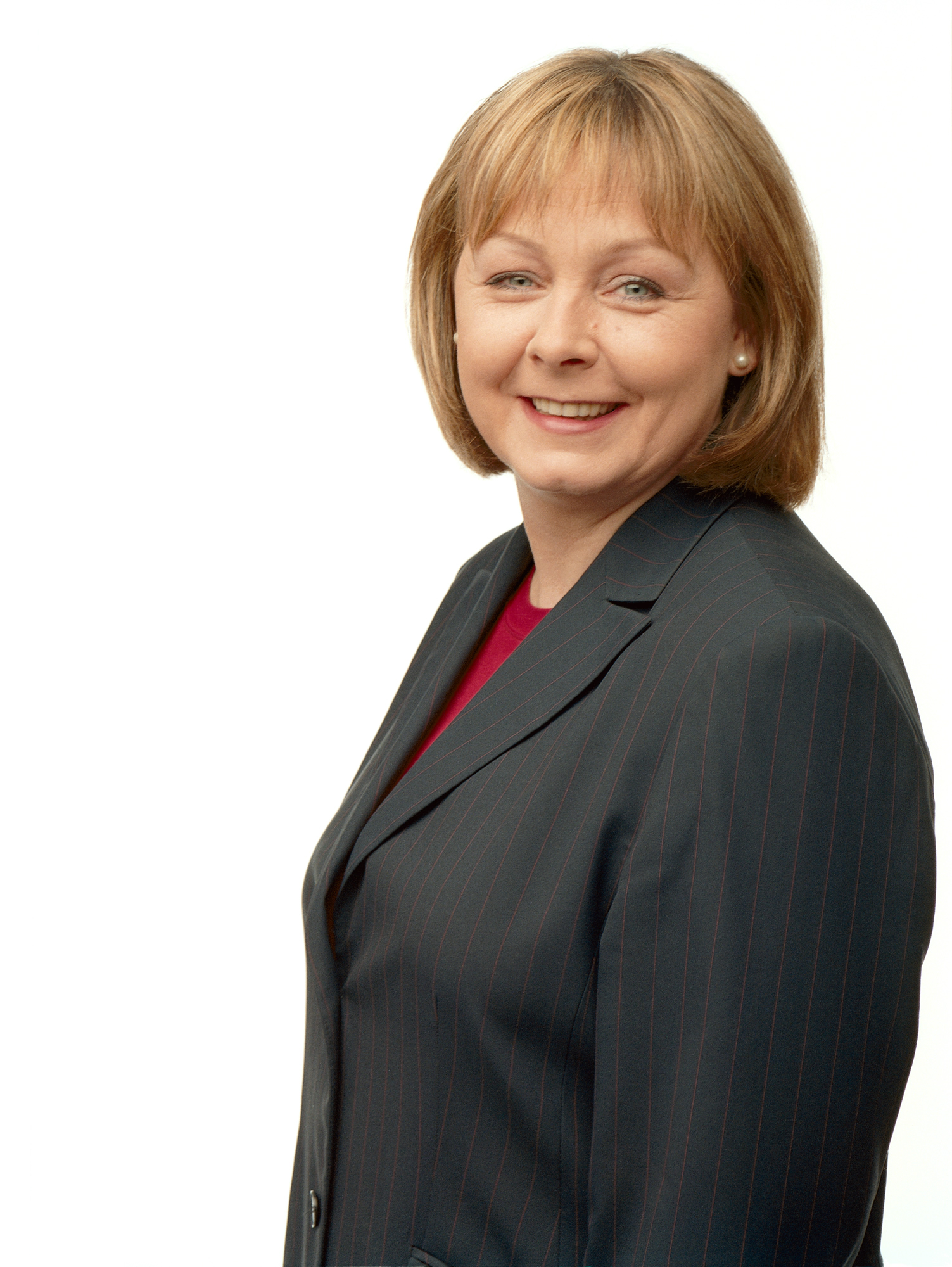
Sylvia-Yvonne Kaufmann

Sylvia-Yvonne Kaufmann (n. 23 ianuarie 1955, Berlin) este un om politic german, membră a Parlamentului European în perioada 1999-2004 din partea Germaniei.
1. ↑  basic data about the members of the Bundestag, accesat în 13 aprilie 2018
2. ↑   http://www.europarl.europa.eu/meps/en/xml.html?country=DE Lipsește sau este vid: |title= (ajutor)
3. 1 2  Deputații în Parlamentul European
4. ↑  basic data about the members of the Bundestag, accesat în 28 decembrie 2018